# Ricardo Moreno Abad
Ricardo Moreno Abad (Logronyo, 6 d'abril de 1966) és un exfutbolista riojà, que ocupava la posició de defensa.

## Carrera esportiva
Va militar durant sis temporades en primera divisió amb el CD Logroñés. Debuta a la 88/89, en la qual juga només dos partits. La seua millor campanya fou la 90/91, en la qual és titular, disputa 32 partits. Posteriorment, encadenaria altres tres anys força irregulars. En suma, Morena va jugar 87 partits amb els riojans a la màxima categoria.
L'estiu de 1994 baixa dues categories per fitxar amb el Deportivo Alavés. Els bascos pugen a la categoria d'argent. La temporada 95/96, en Segona, Moreno juga 34 partits i marca un gol amb els alavesistes. També militaria en Segona Divisió amb el CD Numancia, la temporada 97/98.